# Liste der Baudenkmäler in Krummennaab
Auf dieser Seite sind die Baudenkmäler in der Oberpfälzer Gemeinde Krummennaab zusammengestellt. Diese Tabelle ist eine Teilliste der Liste der Baudenkmäler in Bayern. Grundlage ist die Bayerische Denkmalliste, die auf Basis des Bayerischen Denkmalschutzgesetzes vom 1. Oktober 1973 erstmals erstellt wurde und seither durch das Bayerische Landesamt für Denkmalpflege geführt wird. Die folgenden Angaben ersetzen nicht die rechtsverbindliche Auskunft der Denkmalschutzbehörde.

## Baudenkmäler nach Ortsteilen

### Krummennaab
| Lage                                                    | Objekt                                                                            | Beschreibung | Akten-Nr.     | Bild                                                                              |
| ------------------------------------------------------- | --------------------------------------------------------------------------------- | --- | ------------- | --------------------------------------------------------------------------------- |
| Freiherr-von-Lindenfels-Straße (Standort)               | Eisenkreuz, sogenanntes schwarzes Kreuz                                           | Auf Granitsockel, 19. Jahrhundert | D-3-77-132-1  | BW                                                                                |
| Friedenfelser Straße 7 (Standort)                       | Katholische Pfarrkirche Mariä Himmelfahrt                                         | Zentralbau aus rustizierten Granitquadern mit Zeltdach, eingezogenem, gerade geschlossenem Chor, Turm mit Zwiebelhaube und westlich angeschlossenem, eingeschossigem Trakt, romanisierend, von Georg Holzbauer, 1931, mit Ausstattung Kirchhofmauer, wohl gleichzeitig     | D-3-77-132-2  | BW                                                                                |
| Hauptstraße (Standort)                                  | Grabsteine des Alten Friedhofs                                                    | Grabmal, zwei Grabstelen mit bekrönendem Dreiecksgiebel, in Formen des Biedermeier, bezeichnet mit „1838“ Drei Grabsteine, neugotisch, Mitte 19. Jahrhundert | D-3-77-132-5  | BW                                                                                |
| Hauptstraße 13 (Standort)                               | Evangelisch-lutherische Pfarrkirche Sankt Leonhard, ehemalige Simultanpfarrkirche | Saalbau, verputzter Massivbau mit Satteldach, Strebepfeilern, eingezogenem, dreiseitig geschlossenem Chor und Westturm aus Granitquadern mit Spitzhelm, nach Brand unter Verwendung der gotischen Umfassungsmauern wiederaufgebaut, bezeichnet mit „1832“, mit Ausstattung | D-3-77-132-3  | Evangelisch-lutherische Pfarrkirche Sankt Leonhard, ehemalige Simultanpfarrkirche |
| Schrollenbühl (Standort)                                | Säulenbildstock mit Laterne, sogenannte Stiftlandsäule                            | Granit, bezeichnet mit „1789“ | D-3-77-132-11 | BW                                                                                |
| Schulstraße 7 (Standort)                                | Ehemalige Direktorenvilla, sogenannte Mannl-Villa                                 | Eingeschossiger, verputzter Massivbau mit hohem Mansardwalmdach und haubenbekröntem Eingangsrisalit, 1919 von Joseph Koch Nebengebäude, eingeschossiger, verputzter Massivbau mit Walmdach, etwa zeitgleich Zugehörige, kugelbekrönte Torpfeiler, wohl gleichzeitig        | D-3-77-132-26 | Ehemalige Direktorenvilla, sogenannte Mannl-Villa                                 |
| Bahnstrecke Weiden - Oberkotzau (bei Bahn-km 22,101) () | Bahnbrücke                                                                        | Eisenbahnüberführung der Strecke Weiden - Oberkotzau (Strecke 5050), dreibogige Korbbogenbrücke mit Granitstein- und Ziegelmauerwerk, 1894 | D-3-77-132-32 |                                                                                   |

### Burggrub
| Lage                   | Objekt                                         | Beschreibung                   | Akten-Nr.    | Bild |
| ---------------------- | ---------------------------------------------- | ------------------------------ | ------------ | ---- |
| Burggrub 11 (Standort) | Wappenstein des ehemaligen Landsassenschlosses | Bezeichnet mit dem Jahr „1599“ | D-3-77-132-6 | BW   |

### Kammerermühle
| Lage                       | Objekt          | Beschreibung | Akten-Nr.    | Bild |
| -------------------------- | --------------- | --- | ------------ | ---- |
| Kammerermühle 1 (Standort) | Ehemalige Mühle | Zweigeschossiger Satteldachbau, das Sockelgeschoss in Bruchsteinmauerwerk, darüber teilweise erneuerter Blockbau, „1786“ (bezeichnet) als Glaspoliere erbaut, 1863 zur Mahlmühle umgebaut, mit technischer Ausstattung von 1863 und 1923 | D-3-77-132-7 | BW   |

### Kohlbühl
| Lage                  | Objekt                            | Beschreibung | Akten-Nr.    | Bild |
| --------------------- | --------------------------------- | --- | ------------ | ---- |
| Kohlbühl 9 (Standort) | Wohnstallhaus eines Vierseithofes | Zweigeschossiger, verputzter Massivbau mit Walmdach und Eckrustizierung über L-förmigem Grundriss, 19. Jahrhundert, im Kern 18. Jahrhundert Zugehöriger Torbogen, bezeichnet mit „1784“ | D-3-77-132-8 | BW   |

### Kühlenmorgen
| Lage                         | Objekt     | Beschreibung | Akten-Nr.     | Bild |
| ---------------------------- | ---------- | --- | ------------- | ---- |
| Kühlenmorgen 2 (Standort)    | Kleinhaus  | Eingeschossiger, traufständiger und verputzter Bruchsteinbau mit Frackdach und Granitlaibungen, spätes 18./frühes 19. Jahrhundert | D-3-77-132-9  | BW   |
| Nähe Kühlenmorgen (Standort) | Maxdenkmal | Granitkubus mit Inschrift zum Regierungsjubiläum von König Max I. Joseph, bezeichnet mit „1824“                                   | D-3-77-132-10 | BW   |

### Sassenhof
| Lage                    | Objekt  | Beschreibung                                                                             | Akten-Nr.     | Bild |
| ----------------------- | ------- | ---------------------------------------------------------------------------------------- | ------------- | ---- |
| In Sassenhof (Standort) | Kapelle | Verputzter Massivbau mit Satteldach, wohl zweite Hälfte 19. Jahrhundert, mit Ausstattung | D-3-77-132-31 | BW   |

### Steinbühl
| Lage                   | Objekt                                 | Beschreibung            | Akten-Nr.     | Bild |
| ---------------------- | -------------------------------------- | ----------------------- | ------------- | ---- |
| Grillenbühl (Standort) | Steinkreuz mit Relief einer Pflugschar | Granit, vermutlich 1680 | D-3-77-132-14 | BW   |

### Thumsenreuth
| Lage                                        | Objekt                                                                               | Beschreibung | Akten-Nr.     | Bild                                     |
| ------------------------------------------- | ------------------------------------------------------------------------------------ | --- | ------------- | ---------------------------------------- |
| Ägidienplatz 3 (Standort)                   | Evangelisch-lutherische Pfarrkirche, ehemalige Simultanpfarrkirche Unsere Liebe Frau | Saalbau und Chorturmanlage, verputzter Massivbau mit Satteldach, eingezogenem, dreiseitig geschlossenem Chor, im Kern wohl 17. Jahrhundert, Chorturm mit Laternenzwiebelhaube und durchgreifende Veränderungen durch Johann Leonhard Mayer, bezeichnet mit „1715“, Neubau des Langhauses 1744, mit Ausstattung | D-3-77-132-16 | BW                                       |
| Ägidienplatz 4 (Standort)                   | Ehemaliges Schulhaus                                                                 | Verputzter Bruchsteinbau mit Krüppelwalmdach und Granitlaibungen, wohl 18. Jahrhundert | D-3-77-132-20 | BW                                       |
| Hammerweg 3 (Standort)                      | Katholische Pfarrkirche Herz Jesu                                                    | Saalbau, verputzter Massivbau mit Satteldach, eingezogenem, gerade geschlossenem Chor und campanileartigem Glockenturm mit Zeltdach, von Karl Wirthensohn, 1935, mit Ausstattung Einfriedung, wohl gleichzeitig | D-3-77-132-17 | Katholische Pfarrkirche Herz Jesu        |
| Schloßhof 1, 2, 4, 5 (Standort)             | Schloss mit Wirtschaftsgebäuden und Park                                             | Schloss, dreigeschossiger Bau über hohem Keller, mit steilem Satteldach, nordwestlichem, turmartigem Anbau mit Eckerker, dieser mit Wappen- und Maßwerkfries, sowie südöstlich angebautem zweigeschossigem Walmdachbau, bezeichnet mit „1586“, mittelalterliche Mauerbestände und Turm mit Zeltdach einbezogen, 1735 und 1774 erneuert, mit Ausstattung Verwalterhaus, zweigeschossiger Massivbau mit Satteldach und Granitgewänden, bezeichnet mit „1726“, im Winkel angeschlossener Wirtschaftsflügel, zweigeschossiger Massivbau mit mansardähnlichem Frackdach, 18./19. Jahrhundert Remisengebäude, mehrfach abgewinkelte zweiteilige Remisenanlage, Massivbauten mit Walmdächern, dazwischen Gartenportal, wohl 18. Jahrhundert Ehemaliges Gärtnerhaus, zweigeschossiger Massivbau mit hölzernem Portikus und Walmdach, spätes 18./frühes 19. Jahrhundert Jägerhaus, Satteldachbau mit massivem Erdgeschoss, Fachwerkobergeschoss sowie rückseitigem, zweigeschossigem Anbau mit Satteldach, 18. Jahrhundert Fideikommissdenkmal, Granitobelisk, um 1847 Zugehörige Torpfeiler, wohl 18. Jahrhundert | D-3-77-132-21 | Schloss mit Wirtschaftsgebäuden und Park |
| Wiesauer Straße (Standort)                  | Waldfriedhof der Freiherren von Lindenfels                                           | Um 1850 als Park angelegt, mit Grabsteinen ab 1862 Kapelle, neugotischer Werksteinbau mit Satteldach, wohl gleichzeitig, mit Grabsteinen ab 1837 | D-3-77-132-19 | BW                                       |
| Wiesauer Straße (Standort)                  | Grabmäler des Neuen Friedhofs                                                        | Grabstein, Stele mit Giebel in den Formen des Biedermeier, 1836 Grabstein, Steinblock über quadratischen Grundriss mit Reliefs in romanisierenden und gotisierenden Formen, 1861 Grabplatten des 17./18. Jahrhunderts als Abdeckung der nördlichen Friedhofsmauer | D-3-77-132-18 | BW                                       |
| Wiesauer Straße 10 (Standort)               | Hofmauer mit Torbogen und Pforte                                                     | Bezeichnet mit dem Jahr „1787“ | D-3-77-132-23 | BW                                       |
| Wiesauer Straße 6, Nähe Am Gries (Standort) | Ehemaliges Wirtshaus                                                                 | Eingeschossiger Bruchsteinbau über Sockelgeschoss in Ecklage, mit Satteldach und Rundbogeneingängen, südwestlich angeschlossener Trakt mit einseitig abgewalmtem Satteldach und verschaltem Obergeschoss, zweite Hälfte 19. Jahrhundert, nördlich vier Felsenkeller, 18./19. Jahrhundert | D-3-77-132-28 | BW                                       |

### Trautenberg
| Lage                                                        | Objekt                       | Beschreibung | Akten-Nr.     | Bild |
| ----------------------------------------------------------- | ---------------------------- | --- | ------------- | ---- |
| Trautenberg 5, Trautenberg 4 (Standort)                     | Ehemaliges Schloss           | Zweigeschossiger, verputzter Massivbau mit Walmdach und Zwerchhaus mit stuckiertem Giebel, im Kern 1608, Außenerscheinung 18./19. Jahrhundert und 1933 Ökonomiegebäude, zweigeschossiger, verputzter Massivbau mit Satteldach, 18./19. Jahrhundert, mit Wappentafel des Vorgängerbaus, bezeichnet mit „1615“ und „1769“, teilweise erneuert 1933 | D-3-77-132-24 | BW   |
| Trautenberg 8, Fichtelnaab, Heinbach, Stockwiese (Standort) | Ehemalige Polier-Schleiferei | Zweigeschossiger, verputzter Massivbau mit Satteldach, 1912, mit technischer Ausstattung, zugehörige Kanäle | D-3-77-132-30 | BW   |
| Untere Bühne (Standort)                                     | Burgruine                    | Erhaltenes Teilstück der Ring- bzw. Schildmauer, zweischaliges Mauerwerk aus Bruchsteinen, ehemals Bestandteil der spätmittelalterlichen Burg | D-3-77-132-25 | BW   |
| Bahnstrecke Weiden - Oberkotzau (bei Bahn-km 20,232) ()     | Eisenbahnbrücke              | der Bahnstrecke Weiden - Oberkotzau (Strecke 5050), Segmentbogenbrücke in bossiertem Granitmauerwerk, 1864 | D-3-77-132-33 |      |

## Ehemalige Baudenkmäler
In diesem Abschnitt sind Objekte aufgeführt, die früher einmal in der Denkmalliste eingetragen waren, jetzt aber nicht mehr. Objekte, die in anderem Zusammenhang also z. B. als Teil eines Baudenkmals weiter eingetragen sind, sollen hier nicht aufgeführt werden. Aktennummern in diesem Abschnitt sind ehemalige, jetzt nicht mehr gültige Aktennummern.

| Lage                                  | Objekt                    | Beschreibung | Akten-Nr. | Bild |
| ------------------------------------- | ------------------------- | --- | --------- | ---- |
| Krummennaab Hauptstraße 17 (Standort) | Hofeinfahrt               | Erste 19. Jahrhundert Zwei eingemauerte Wappensteine, 1680 |           | BW   |
| Kohlbühl Kohlbühl 4 (Standort)        | Ehemaliges Tagelöhnerhaus | Doppelhaus mit Frackdach und verputztem Fachwerkgiebel, 18. Jahrhundert |           | BW   |
| Steinbühl Steinbühl 4 (Standort)      | Wohnhausteil              | Mit hohem eingeschossigem Halbwalmdach, innen bezeichnet mit „1766“, Türsturz bezeichnet mit „1820“; mit Ausstattung                                                                   |           | BW   |
| Stockau Stockau 2 (Standort)          | Vierseithof               | Türsturz des Wohnstallhauses, bezeichnet mit „1850“; Torpfeiler bezeichnet mit „1855“                                                                                                  |           | BW   |
| Thumsenreuth Pointweg 3 (Standort)    | Wohnstallhaus             | Zweigeschossiger Satteldachbau, im Kern um 1820/30, Aufstockung um 1900; mit technischer Schmiedeausstattung Zugehöriger Stadel, holzverschalter Ständerbau mit Satteldach, um 1820/30 |           | BW   |